# Lycomormium fiskii
Lycomormium fiskii là một loài thực vật có hoa trong họ Lan. Loài này được Sweet mô tả khoa học đầu tiên năm 1974.